# Vencedor ao Vivo - Volume 1
Vencedor ao Vivo - Volume 1 é um álbum ao vivo da banda Raiz Coral, lançado em junho de 2014 pela gravadora Mess Entretenimento.
O material contém parte do show que originou o DVD Vencedor, lançado em 2012. A distribuição digital foi firmada, no entanto, em 2014.

## Faixas
1. "Abertura"
2. "Eu Vou Cantar"
3. "Vitória"
4. "Caridade"
5. "Maravilhoso"
6. "Deixo a Tristeza"
7. "Emanuel"
8. "O Cordeiro"
9. "Você estava Ali"
10. "Lugar Secreto"
11. "Perfume"
12. "Ser Adorador"